# Ordine (teoria degli anelli)
In matematica, un ordine nel senso della teoria degli anelli è un sottoanello {\displaystyle {\mathcal {O}}} di un anello {\displaystyle A} che gode delle seguenti proprietà
1. {\displaystyle A} è un'algebra di dimensione finita su {\displaystyle \mathbb {Q} };
2. {\displaystyle {\mathcal {O}}} genera {\displaystyle A} su {\displaystyle \mathbb {Q} }, cioè {\displaystyle \mathbb {Q} {\mathcal {O}}=A};
3. {\displaystyle {\mathcal {O}}} è un {\displaystyle \mathbb {Z} }-reticolo in {\displaystyle A}.